# Lahnwaberl
Das Lahnwaberl ist eine Gestalt aus der Sagenwelt der heutigen Süd- und Weststeiermark.

## Etymologie
Der Name Lahnwaberl setzt sich zusammen aus  „Lahn“ (a. d. mhd. lēne = Gießbach), dem Namen eines lokalen Bachlaufs, und der Diminutivform „Weib“ = „waberl“.

## Auftreten in Sagen
Das Lahnwaberl wird als Gespenst, weiblicher Unhold oder Kobold in Frauengestalt beschrieben. Einst soll es einmal eine Zauberin und Schlossherrin gewesen sein. Ihr Schloss jedoch versank im angrenzenden sumpfigen Fluss, der Lahn (ein Nebenbach Kainach), weshalb sich das Gespenst auch heute noch in jener Gegend aufhalten soll. Das Lahnwaberl zeigt sich den Menschen in unterschiedlichen Erscheinungsformen, oftmals in sumpfigen Regionen: tagsüber als Frau in altertümlicher Tracht mit Schlüsselbund oder kopflose Gestalt und nachts als wandelndes Irrlicht. Ihre boshafte Wesensart ist Teil vieler Sagen.
- So soll das Lahnwaberl des Öfteren in der Nähe von Sümpfen oder bei Stegen in Erscheinung treten, um Passanten den Weg zu versperren und ihnen anschließend einen Blumenstrauß anbieten, um daran zu riechen. Jedoch verwandelt sich dieser in Dornen, sobald man der Aufforderung nachkommt, wodurch sich der Betroffene an der Nase verletzt
- Auch Leichenzügen, die auf ihrem Weg zur Kirche einen Steg über einen Sumpf überqueren wollen, stellt sich das Lahnwaberl in den Weg und zwingt sie so zu langen Umwegen.
- Das Lahnwaberl soll  für Kinder  eine große Gefahr darstellen. Es lockt badende Kinder zu sich ins Wasser, um sie anschließend solange unter Wasser zu halten, bis sie ertrunken sind. Besonders ungetaufte Kinder ziehen das Lahnwaberl an. Diese versucht das Lahnwaberl ebenso bei Stegen an Sümpfen von den Eltern weg an sich zu reißen, wobei die daraus entstehenden Gerangel teilweise zum Tod des Säuglings geführt haben sollen. Gelingt es dem Lahnwaberl sich des Säuglings zu ermächtigen, so verschwindet es mit ihm in den Tiefen des Wassers.